# 卡爾塔尼塞塔主教座堂

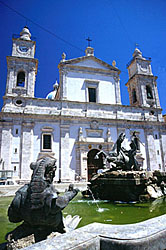
卡爾塔尼塞塔主教座堂

卡爾塔尼塞塔主教座堂（義大利語：Cattedrale di Caltanissetta; Chiesa di Santa Maria la Nova）是意大利西西里島城市卡爾塔尼塞塔的羅馬天主教的主教座堂，也是天主教卡爾塔尼塞塔教區的主教座堂。這座教堂修建於1570年至1622年期間。1718年至1720年期間，教堂增設了壁畫。

## 外部連結
维基共享资源上的相關多媒體資源：Caltanissetta Cathedral
- Catholic Hierarchy: Diocese of Caltanissetta（页面存档备份，存于） [self-published]

37°29′23″N 14°03′50″E / 37.4896°N 14.0639°E